# Fase 2 2020 (Perú)
La Fase 2 (también llamado Torneo Clausura) fue el último de los dos torneos cortos que conformaron la Liga 1 2020.

## Formato
Los veinte equipos se dividen en dos grupos, que serán formados por sorteo, tomando como base su posición en la Fase 1 2020. En cada grupo jugarán entre sí mediante el sistema de todos contra todos una única vuelta. Al término de las nueve fechas, los primeros de cada grupo jugarán un partido de definición para definir al campeón.
El campeón de la Fase 2 clasificará a los play-offs y a la Copa Libertadores 2021, siempre y cuando se ubique entre los ocho primeros de la tabla acumulada culminados los dos torneos. En caso de que no logre ubicarse dentro de dicha posición, será reemplazado por el club mejor ubicado en la tabla acumulada que no haya clasificado a los play-offs.
| Estadios                 |                          |                              |                              |                                                        |                                                        |                          |                          |
|                          |                          |                              |                              |                                                        |                                                        |                          |                          |
| Estadio Alberto Gallardo | Estadio Alberto Gallardo | Estadio Alejandro Villanueva | Estadio Alejandro Villanueva | Estadio Iván Elías Moreno                              | Estadio Iván Elías Moreno                              | Estadio Miguel Grau      | Estadio Miguel Grau      |
|                          |                          |                              |                              |                                                        |                                                        |                          |                          |
| Estadio Monumental       | Estadio Monumental       | Estadio Nacional             | Estadio Nacional             | Estadio de la Universidad Nacional Mayor de San Marcos | Estadio de la Universidad Nacional Mayor de San Marcos | Campo N.° 2 de la Videna | Campo N.° 2 de la Videna |

## Equipos participantes
En el torneo participarán 20 equipos: los 16 primeros clasificados en la tabla acumulada de la Liga 1 2019, el campeón de la Liga 2 2019, el campeón de la Copa Perú 2019 y el primer y segundo puesto del Cuadrangular de Ascenso 2019.

## Clasificación

### Tablas de posiciones

#### Liguilla A
| Liguilla A | Liguilla A             | Liguilla A | Liguilla A | Liguilla A | Liguilla A | Liguilla A | Liguilla A | Liguilla A | Liguilla A | Liguilla A                        |
| Pos.       | Equipo                 | PJ         | PG         | PE         | PP         | GF         | GC         | DG         | Pts.       | Clasificación                     |
| ---------- | ---------------------- | ---------- | ---------- | ---------- | ---------- | ---------- | ---------- | ---------- | ---------- | --------------------------------- |
| 1.°        | Sporting Cristal       | 9          | 7          | 2          | 0          | 20         | 9          | +11        | 23         | Avanza a la definición del torneo |
| 2.°        | Universidad San Martín | 9          | 5          | 1          | 3          | 12         | 10         | +2         | 16         |                                   |
| 3.°        | UTC                    | 9          | 3          | 5          | 1          | 18         | 9          | +9         | 14         |                                   |
| 4.°        | Cienciano              | 9          | 4          | 2          | 3          | 12         | 11         | +1         | 14         |                                   |
| 5.°        | Deportivo Binacional   | 9          | 4          | 1          | 4          | 11         | 13         | -2         | 13         |                                   |
| 6.°        | Universitario          | 9          | 3          | 2          | 4          | 12         | 17         | -5         | 11         |                                   |
| 7.°        | Atlético Grau          | 9          | 2          | 3          | 4          | 9          | 12         | -3         | 9          |                                   |
| 8.°        | Carlos Stein           | 9          | 3          | 1          | 5          | 12         | 16         | -4         | 8          |                                   |
| 9.°        | Alianza Universidad    | 9          | 2          | 2          | 5          | 8          | 13         | -5         | 8          |                                   |
| 10.°       | Academia Cantolao      | 9          | 1          | 3          | 5          | 11         | 15         | -4         | 6          |                                   |

#### Liguilla B
| Liguilla B | Liguilla B                | Liguilla B | Liguilla B | Liguilla B | Liguilla B | Liguilla B | Liguilla B | Liguilla B | Liguilla B | Liguilla B                        |
| Pos.       | Equipo                    | PJ         | PG         | PE         | PP         | GF         | GC         | DG         | Pts.       | Clasificación                     |
| ---------- | ------------------------- | ---------- | ---------- | ---------- | ---------- | ---------- | ---------- | ---------- | ---------- | --------------------------------- |
| 1.°        | Ayacucho FC (G)           | 9          | 6          | 2          | 1          | 14         | 5          | +9         | 20         | Avanza a la definición del torneo |
| 2.°        | Universidad César Vallejo | 9          | 5          | 3          | 1          | 16         | 7          | +9         | 18         |                                   |
| 3.°        | Carlos A. Mannucci        | 9          | 5          | 1          | 3          | 13         | 7          | +6         | 16         |                                   |
| 4.°        | Cusco FC                  | 9          | 4          | 3          | 2          | 13         | 10         | +3         | 15         |                                   |
| 5.°        | FBC Melgar                | 9          | 4          | 1          | 4          | 18         | 14         | +4         | 13         |                                   |
| 6.°        | Sport Boys                | 9          | 4          | 0          | 5          | 10         | 18         | -8         | 12         |                                   |
| 7.°        | Deportivo Llacuabamba     | 9          | 3          | 1          | 5          | 16         | 21         | -5         | 10         |                                   |
| 8.°        | Deportivo Municipal       | 9          | 2          | 3          | 4          | 9          | 14         | -5         | 9          |                                   |
| 9.°        | Sport Huancayo            | 9          | 2          | 3          | 4          | 9          | 15         | -6         | 9          |                                   |
| 10.°       | Alianza Lima              | 9          | 1          | 1          | 7          | 9          | 16         | -7         | 4          |                                   |

Fuente: ADFP
Reglas de clasificación: 1) Puntos; 2) Diferencia de goles; 3) Goles a favor; 4) Sorteo.
Si hay equipos con el mismo puntaje en el primer puesto: 2) Play-off.
(G) Ganador Fase 2.
Notas:
| 1. 2. |

### Evolución de la clasificación
| Liguilla A             | Liguilla A | Liguilla A | Liguilla A | Liguilla A | Liguilla A | Liguilla A | Liguilla A | Liguilla A | Liguilla A |
| Equipo / Fecha         | 1          | 2          | 3          | 4          | 5          | 6          | 7          | 8          | 9          |
| ---------------------- | ---------- | ---------- | ---------- | ---------- | ---------- | ---------- | ---------- | ---------- | ---------- |
| Sporting Cristal       | 2          | 1          | 1          | 1          | 1          | 1          | 1          | 1          | 1          |
| Universidad San Martín | 5          | 6          | 4          | 5          | 4          | 2          | 3          | 2          | 2          |
| UTC                    | 1          | 3          | 2          | 2          | 2          | 3          | 4          | 3          | 3          |
| Cienciano              | 6          | 7          | 6          | 6          | 7          | 9          | 5          | 5          | 4          |
| Binacional             | 10         | 5          | 5          | 4          | 3          | 4          | 2          | 4          | 5          |
| Universitario          | 3          | 2          | 3          | 3          | 5          | 5          | 6          | 8          | 6          |
| Carlos Stein           | 4          | 4          | 7          | 8          | 6          | 7          | 9          | 6          | 7          |
| Atlético Grau          | 8          | 9          | 9          | 10         | 10         | 10         | 10         | 7          | 8          |
| Alianza Universidad    | 9          | 10         | 10         | 7          | 8          | 6          | 7          | 9          | 9          |
| Cantolao               | 7          | 8          | 8          | 9          | 9          | 8          | 8          | 10         | 10         |

| Liguilla B                | Liguilla B | Liguilla B | Liguilla B | Liguilla B | Liguilla B | Liguilla B | Liguilla B | Liguilla B | Liguilla B |
| Equipo / Fecha            | 1          | 2          | 3          | 4          | 5          | 6          | 7          | 8          | 9          |
| ------------------------- | ---------- | ---------- | ---------- | ---------- | ---------- | ---------- | ---------- | ---------- | ---------- |
| Ayacucho FC               | 4          | 3          | 4          | 5          | 2          | 2          | 2          | 1          | 1          |
| Universidad César Vallejo | 3          | 2          | 2          | 3          | 1          | 1          | 1          | 3          | 2          |
| Carlos A. Mannucci        | 7          | 9          | 8          | 8          | 6          | 4          | 3          | 2          | 3          |
| Cusco FC                  | 2          | 1          | 1          | 2          | 4          | 3          | 5          | 4          | 4          |
| FBC Melgar                | 9          | 10         | 10         | 10         | 9          | 10         | 6          | 6          | 5          |
| Sport Boys                | 10         | 6          | 5          | 1          | 3          | 5          | 4          | 5          | 6          |
| Deportivo Llacuabamba     | 1          | 5          | 3          | 4          | 5          | 6          | 8          | 7          | 7          |
| Deportivo Municipal       | 6          | 4          | 6          | 7          | 7          | 7          | 7          | 8          | 8          |
| Sport Huancayo            | 5          | 7          | 9          | 9          | 10         | 8          | 9          | 9          | 9          |
| Alianza Lima              | 8          | 8          | 7          | 6          | 8          | 9          | 10         | 10         | 10         |

| 1. 2. 3. |

## Resultados
| Fecha 1               | Fecha 1    | Fecha 1             | Fecha 1              | Fecha 1       | Fecha 1    | Fecha 1        |
| Equipo 1              | Resultado  | Equipo 2            | Estadio              | Fecha         | Hora       | TV             |
| Liguilla A            | Liguilla A | Liguilla A          | Liguilla A           | Liguilla A    | Liguilla A | Liguilla A     |
| --------------------- | ---------- | ------------------- | -------------------- | ------------- | ---------- | -------------- |
| Universitario         | 2 - 1      | Atlético Grau       | San Marcos           | 24 de octubre | 15:30      | Gol Perú       |
| Cienciano             | 2 - 3      | Sporting Cristal    | San Marcos           | 24 de octubre | 18:30      | Gol Perú       |
| Carlos Stein          | 2 - 1      | Academia Cantolao   | San Marcos           | 26 de octubre | 10:30      | DirecTV Sports |
| Alianza Universidad   | 0 - 1      | Univ. San Martín    | San Marcos           | 26 de octubre | 13:00      | DirecTV Sports |
| UTC                   | 3 - 0      | Binacional          | San Marcos           | 26 de octubre | 18:00      | Gol Perú       |
| Liguilla B            |            |                     |                      |               |            |                |
| Cusco FC              | 3 - 1      | FBC Melgar          | Alejandro Villanueva | 23 de octubre | 11:00      | Gol Perú       |
| Deportivo Municipal   | 0 - 0      | Sport Huancayo      | Alejandro Villanueva | 23 de octubre | 15:30      | Gol Perú       |
| Deportivo Llacuabamba | 3 - 0      | Sport Boys          | San Marcos           | 24 de octubre | 10:30      | DirecTV Sports |
| Carlos A. Mannucci    | 2 - 3      | Univ. César Vallejo | San Marcos           | 24 de octubre | 13:00      | Gol Perú       |
| Alianza Lima          | 1 - 2      | Ayacucho FC         | San Marcos           | 26 de octubre | 15:30      | Gol Perú       |

| Fecha 2             | Fecha 2    | Fecha 2               | Fecha 2              | Fecha 2       | Fecha 2    | Fecha 2        |
| Equipo 1            | Resultado  | Equipo 2              | Estadio              | Fecha         | Hora       | TV             |
| Liguilla A          | Liguilla A | Liguilla A            | Liguilla A           | Liguilla A    | Liguilla A | Liguilla A     |
| ------------------- | ---------- | --------------------- | -------------------- | ------------- | ---------- | -------------- |
| Academia Cantolao   | 0 - 0      | Atlético Grau         | Videna FPF           | 30 de octubre | 11:00      | DirecTV Sports |
| Sporting Cristal    | 1 - 0      | Carlos Stein          | Monumental           | 30 de octubre | 15:30      | Gol Perú       |
| Cienciano           | 1 - 1      | UTC                   | Iván Elías Moreno    | 31 de octubre | 11:00      | Gol Perú       |
| Univ. San Martín    | 0 - 2      | Binacional            | Alejandro Villanueva | 31 de octubre | 13:15      | Gol Perú       |
| Alianza Universidad | 0 - 1      | Universitario         | Iván Elías Moreno    | 31 de octubre | 15:30      | Gol Perú       |
| Liguilla B          |            |                       |                      |               |            |                |
| Carlos A. Mannucci  | 0 - 2      | Cusco FC              | Iván Elías Moreno    | 29 de octubre | 15:30      | Gol Perú       |
| Sport Boys          | 3 - 2      | Sport Huancayo        | Monumental           | 30 de octubre | 11:00      | Gol Perú       |
| Alianza Lima        | 1 - 2      | Deportivo Municipal   | Alberto Gallardo     | 30 de octubre | 13:15      | Gol Perú       |
| Univ. César Vallejo | 2 - 0      | Deportivo Llacuabamba | Videna FPF           | 30 de octubre | 15:30      | DirecTV Sports |
| Ayacucho FC         | 2 - 0      | FBC Melgar            | Alejandro Villanueva | 31 de octubre | 18:00      | Gol Perú       |

| Fecha 3               | Fecha 3    | Fecha 3             | Fecha 3              | Fecha 3         | Fecha 3    | Fecha 3        |
| Equipo 1              | Resultado  | Equipo 2            | Estadio              | Fecha           | Hora       | TV             |
| Liguilla A            | Liguilla A | Liguilla A          | Liguilla A           | Liguilla A      | Liguilla A | Liguilla A     |
| --------------------- | ---------- | ------------------- | -------------------- | --------------- | ---------- | -------------- |
| UTC                   | 4 - 2      | Academia Cantolao   | Alberto Gallardo     | 3 de noviembre  | 11:00      | Gol Perú       |
| Universitario         | 0 - 1      | Cienciano           | Alberto Gallardo     | 3 de noviembre  | 15:30      | Gol Perú       |
| Atlético Grau         | 1 - 4      | Sporting Cristal    | Alejandro Villanueva | 3 de noviembre  | 18:00      | Gol Perú       |
| Carlos Stein          | 0 - 2      | Univ. San Martín    | Miguel Grau          | 4 de noviembre  | 11:00      | DirecTV Sports |
| Binacional            | 2 - 1      | Alianza Universidad | Miguel Grau          | 4 de noviembre  | 15:30      | DirecTV Sports |
| Liguilla B            |            |                     |                      |                 |            |                |
| Cusco FC              | 1 - 2      | Sport Boys          | Iván Elías Moreno    | 2 de noviembre  | 11:00      | Gol Perú       |
| Deportivo Municipal   | 0 - 2      | Carlos A. Mannucci  | Monumental           | 2 de noviembre  | 13:15      | Gol Perú       |
| FBC Melgar            | 0 - 4      | Alianza Lima        | Iván Elías Moreno    | 2 de noviembre  | 15:30      | Gol Perú       |
| Deportivo Llacuabamba | 1 - 0      | Ayacucho FC         | Alejandro Villanueva | 3 de noviembre  | 13:15      | Gol Perú       |
| Sport Huancayo        | 0 - 0      | Univ. César Vallejo | Monumental           | 12 de noviembre | 15:30      | Gol Perú       |

| Fecha 4             | Fecha 4    | Fecha 4               | Fecha 4              | Fecha 4         | Fecha 4    | Fecha 4        |
| Equipo 1            | Resultado  | Equipo 2              | Estadio              | Fecha           | Hora       | TV             |
| Liguilla A          | Liguilla A | Liguilla A            | Liguilla A           | Liguilla A      | Liguilla A | Liguilla A     |
| ------------------- | ---------- | --------------------- | -------------------- | --------------- | ---------- | -------------- |
| Academia Cantolao   | 2 - 2      | Universitario         | Alberto Gallardo     | 6 de noviembre  | 13:15      | Gol Perú       |
| Alianza Universidad | 3 - 2      | Carlos Stein          | Monumental           | 7 de noviembre  | 11:00      | DirecTV Sports |
| Cienciano           | 1 - 1      | Binacional            | Miguel Grau          | 7 de noviembre  | 13:15      | Gol Perú       |
| UTC                 | 0 - 0      | Atlético Grau         | Monumental           | 7 de noviembre  | 15:30      | DirecTV Sports |
| Univ. San Martín    | 0 - 2      | Sporting Cristal      | Alejandro Villanueva | 7 de noviembre  | 18:00      | Gol Perú       |
| Liguilla B          |            |                       |                      |                 |            |                |
| Sport Boys          | 1 - 0      | Deportivo Municipal   | Alberto Gallardo     | 5 de noviembre  | 15:30      | Gol Perú       |
| Cusco FC            | 0 - 0      | Sport Huancayo        | Iván Elías Moreno    | 6 de noviembre  | 11:00      | Gol Perú       |
| Alianza Lima        | 2 - 2      | Deportivo Llacuabamba | Iván Elías Moreno    | 6 de noviembre  | 15:30      | Gol Perú       |
| Ayacucho FC         | 1 - 1      | Univ. César Vallejo   | Alejandro Villanueva | 6 de noviembre  | 18:00      | Gol Perú       |
| Carlos A. Manucci   | 0 - 0      | FBC Melgar            | Monumental           | 12 de noviembre | 11:00      | Gol Perú       |

| Fecha 5               | Fecha 5    | Fecha 5             | Fecha 5              | Fecha 5         | Fecha 5    | Fecha 5        |
| Equipo 1              | Resultado  | Equipo 2            | Estadio              | Fecha           | Hora       | TV             |
| Liguilla A            | Liguilla A | Liguilla A          | Liguilla A           | Liguilla A      | Liguilla A | Liguilla A     |
| --------------------- | ---------- | ------------------- | -------------------- | --------------- | ---------- | -------------- |
| Binacional            | 1 - 0      | Academia Cantolao   | Monumental           | 10 de noviembre | 11:00      | Gol Perú       |
| Universitario         | 1 - 6      | UTC                 | Alberto Gallardo     | 10 de noviembre | 13:15      | Gol Perú       |
| Sporting Cristal      | 2 - 0      | Alianza Universidad | Alejandro Villanueva | 10 de noviembre | 18:00      | Gol Perú       |
| Atlético Grau         | 0 - 2      | Univ. San Martín    | Miguel Grau          | 11 de noviembre | 11:00      | DirecTV Sports |
| Carlos Stein          | 3 - 2      | Cienciano           | Miguel Grau          | 11 de noviembre | 15:30      | DirecTV Sports |
| Liguilla B            |            |                     |                      |                 |            |                |
| Deportivo Llacuabamba | 0 - 2      | Carlos A. Mannucci  | Iván Elías Moreno    | 9 de noviembre  | 11:00      | Gol Perú       |
| Sport Huancayo        | 0 - 3      | Ayacucho FC         | Miguel Grau          | 9 de noviembre  | 13:15      | Gol Perú       |
| Univ. César Vallejo   | 4 - 1      | Alianza Lima        | Iván Elías Moreno    | 9 de noviembre  | 15:30      | Gol Perú       |
| FBC Melgar            | 4 - 1      | Sport Boys          | Alejandro Villanueva | 9 de noviembre  | 18:00      | Gol Perú       |
| Deportivo Municipal   | 1 - 1      | Cusco FC            | Monumental           | 10 de noviembre | 15:30      | Gol Perú       |

| Fecha 6             | Fecha 6    | Fecha 6               | Fecha 6              | Fecha 6         | Fecha 6    | Fecha 6        |
| Equipo 1            | Resultado  | Equipo 2              | Estadio              | Fecha           | Hora       | TV             |
| Liguilla A          | Liguilla A | Liguilla A            | Liguilla A           | Liguilla A      | Liguilla A | Liguilla A     |
| ------------------- | ---------- | --------------------- | -------------------- | --------------- | ---------- | -------------- |
| UTC                 | 1 - 2      | Alianza Universidad   | Iván Elías Moreno    | 13 de noviembre | 13:15      | Gol Perú       |
| Academia Cantolao   | 2 - 0      | Cienciano             | Monumental           | 14 de noviembre | 11:00      | Gol Perú       |
| Universitario       | 2 - 3      | Univ. San Martín      | Alberto Gallardo     | 14 de noviembre | 13:15      | Gol Perú       |
| Binacional          | 1 - 2      | Sporting Cristal      | Alejandro Villanueva | 14 de noviembre | 18:00      | Gol Perú       |
| Atlético Grau       | 3 - 1      | Carlos Stein          | Miguel Grau          | 16 de noviembre | 11:00      | DirecTV Sports |
| Liguilla B          |            |                       |                      |                 |            |                |
| Deportivo Municipal | 1 - 1      | Ayacucho FC           | Monumental           | 14 de noviembre | 15:30      | Gol Perú       |
| Sport Boys          | 0 - 4      | Carlos A. Mannucci    | Iván Elías Moreno    | 16 de noviembre | 11:00      | Gol Perú       |
| FBC Melgar          | 0 - 2      | Univ. César Vallejo   | Monumental           | 16 de noviembre | 13:15      | Gol Perú       |
| Cusco FC            | 1 - 0      | Alianza Lima          | Iván Elías Moreno    | 16 de noviembre | 15:30      | Gol Perú       |
| Sport Huancayo      | 4 - 3      | Deportivo Llacuabamba | Miguel Grau          | 16 de noviembre | 15:30      | DirecTV Sports |

| Fecha 7               | Fecha 7    | Fecha 7             | Fecha 7              | Fecha 7         | Fecha 7    | Fecha 7        |
| Equipo 1              | Resultado  | Equipo 2            | Estadio              | Fecha           | Hora       | TV             |
| Liguilla A            | Liguilla A | Liguilla A          | Liguilla A           | Liguilla A      | Liguilla A | Liguilla A     |
| --------------------- | ---------- | ------------------- | -------------------- | --------------- | ---------- | -------------- |
| Alianza Universidad   | 1 - 1      | Academia Cantolao   | Videna FPF           | 19 de noviembre | 15:00      | DirecTV Sports |
| Univ. San Martín      | 1 - 1      | UTC                 | Miguel Grau          | 19 de noviembre | 15:30      | Gol Perú       |
| Cienciano             | 1 - 0      | Atlético Grau       | Iván Elías Moreno    | 20 de noviembre | 13:15      | Gol Perú       |
| Sporting Cristal      | 2 - 2      | Universitario       | Nacional             | 20 de noviembre | 17:00      | Gol Perú       |
| Carlos Stein          | 1 - 3      | Binacional          | Alberto Gallardo     | 21 de noviembre | 11:00      | Gol Perú       |
| Liguilla B            |            |                     |                      |                 |            |                |
| Ayacucho FC           | 3 - 1      | Cusco FC            | Nacional             | 20 de noviembre | 11:00      | Gol Perú       |
| Univ. César Vallejo   | 0 - 1      | Deportivo Municipal | Alejandro Villanueva | 21 de noviembre | 13:15      | Gol Perú       |
| Deportivo Llacuabamba | 0 - 6      | FBC Melgar          | Videna FPF           | 21 de noviembre | 15:00      | DirecTV Sports |
| Alianza Lima          | 0 - 2      | Sport Boys          | Alberto Gallardo     | 21 de noviembre | 15:30      | Gol Perú       |
| Carlos A. Mannucci    | 2 - 1      | Sport Huancayo      | Alejandro Villanueva | 21 de noviembre | 18:00      | Gol Perú       |

| Fecha 8             | Fecha 8    | Fecha 8               | Fecha 8              | Fecha 8         | Fecha 8    | Fecha 8        |
| Equipo 1            | Resultado  | Equipo 2              | Estadio              | Fecha           | Hora       | TV             |
| Liguilla A          | Liguilla A | Liguilla A            | Liguilla A           | Liguilla A      | Liguilla A | Liguilla A     |
| ------------------- | ---------- | --------------------- | -------------------- | --------------- | ---------- | -------------- |
| Academia Cantolao   | 1 - 2      | Univ. San Martín      | Iván Elías Moreno    | 23 de noviembre | 11:00      | Gol Perú       |
| Cienciano           | 2 - 0      | Alianza Universidad   | Miguel Grau          | 23 de noviembre | 13:15      | Gol Perú       |
| UTC                 | 1 - 1      | Sporting Cristal      | Iván Elías Moreno    | 23 de noviembre | 15:30      | Gol Perú       |
| Universitario       | 0 - 2      | Carlos Stein          | Alberto Gallardo     | 24 de noviembre | 13:15      | Gol Perú       |
| Binacional          | 1 - 3      | Atlético Grau         | Videna FPF           | 24 de noviembre | 15:00      | DirecTV Sports |
| Liguilla B          |            |                       |                      |                 |            |                |
| FBC Melgar          | 4 - 0      | Sport Huancayo        | Alejandro Villanueva | 18 de noviembre | 18:00      | Gol Perú       |
| Sport Boys          | 0 - 1      | Ayacucho FC           | Monumental           | 24 de noviembre | 11:00      | Gol Perú       |
| Cusco FC            | 1 - 1      | Univ. César Vallejo   | Monumental           | 24 de noviembre | 15:30      | Gol Perú       |
| Deportivo Municipal | 2 - 5      | Deportivo Llacuabamba | Videna FPF           | 25 de noviembre | 15:00      | DirecTV Sports |
| Carlos A. Mannucci  | 1 - 0      | Alianza Lima          | Alberto Gallardo     | 25 de noviembre | 15:30      | Gol Perú       |

| Fecha 9               | Fecha 9    | Fecha 9             | Fecha 9           | Fecha 9         | Fecha 9    | Fecha 9           |
| Equipo 1              | Resultado  | Equipo 2            | Estadio           | Fecha           | Hora       | TV                |
| Liguilla A            | Liguilla A | Liguilla A          | Liguilla A        | Liguilla A      | Liguilla A | Liguilla A        |
| --------------------- | ---------- | ------------------- | ----------------- | --------------- | ---------- | ----------------- |
| Atlético Grau         | 1 - 1      | Alianza Universidad | Videna FPF        | 28 de noviembre | 15:30      | DirecTV Sports    |
| Sporting Cristal      | 3 - 2      | Academia Cantolao   | Iván Elías Moreno | 28 de noviembre | 15:30      | Movistar Plus     |
| Carlos Stein          | 1 - 1      | UTC                 | Monumental        | 28 de noviembre | 15:30      | Movistar Música   |
| Univ. San Martín      | 1 - 2      | Cienciano           | Monumental        | 30 de noviembre | 11:00      | Movistar Deportes |
| Binacional            | 0 - 2      | Universitario       | Iván Elías Moreno | 30 de noviembre | 13:15      | Gol Perú          |
| Liguilla B            |            |                     |                   |                 |            |                   |
| Deportivo Llacuabamba | 2 - 3      | Cusco FC            | Iván Elías Moreno | 28 de noviembre | 11:00      | Gol Perú          |
| Sport Huancayo        | 2 - 0      | Alianza Lima        | Nacional          | 28 de noviembre | 15:30      | Gol Perú          |
| FBC Melgar            | 3 - 2      | Deportivo Municipal | Alberto Gallardo  | 30 de noviembre | 11:00      | Gol Perú          |
| Ayacucho FC           | 1 - 0      | Carlos A. Mannucci  | Alberto Gallardo  | 30 de noviembre | 15:30      | Gol Perú          |
| Univ. César Vallejo   | 3 - 1      | Sport Boys          | Monumental        | 30 de noviembre | 15:30      | Movistar Deportes |

## Definición
| Partido          | Partido      | Partido     | Partido    | Partido        | Partido |
| Equipo 1         | Resultado    | Equipo 2    | Estadio    | Fecha          | Hora    |
| ---------------- | ------------ | ----------- | ---------- | -------------- | ------- |
| Sporting Cristal | 1:1 (2:3 p.) | Ayacucho FC | Monumental | 5 de diciembre | 14:00   |

| 12         | Guardameta     | Renato Solís         |     |
| 2          | Defensa        | Johan Madrid         | 46' |
| 4          | Defensa        | Gianfranco Chávez    |     |
| 5          | Defensa        | Omar Merlo           |     |
| 29         | Defensa        | Nilson Loyola        |     |
| 25         | Centrocampista | Martín Távara        | 70' |
| 7          | Centrocampista | Horacio Calcaterra   |     |
| 17         | Centrocampista | Christofer Gonzales  | 75' |
| 11         | Delantero      | Washington Corozo    |     |
| 14         | Delantero      | Christopher Olivares | 46' |
| 9          | Delantero      | Emanuel Herrera      |     |
| Entrenador | Entrenador     | Roberto Mosquera     |     |

| 12         | Guardameta     | Ángel Zamudio      |      |
| 19         | Defensa        | Roberto Villamarín | 108' |
| 4          | Defensa        | Fabio Rojas        |      |
| 22         | Defensa        | Hugo Souza         |      |
| 15         | Defensa        | Jesús Mendieta     |      |
| 6          | Centrocampista | Jorge Murrugarra   |      |
| 33         | Centrocampista | Gonzalo Papa       | 53'  |
| 2          | Centrocampista | Alexis Cossio      | 90'  |
| 10         | Centrocampista | Robert Ardiles     | 53'  |
| 11         | Centrocampista | Leandro Sosa       | 108' |
| 21         | Delantero      | Mauricio Montes    |      |
| Entrenador | Entrenador     | Gerardo Ameli      |      |

| 13 | Defensa        | Renzo Revoredo | 46' |
| 23 | Centrocampista | Jorge Cazulo   | 46' |
| 28 | Centrocampista | Jhon Marchán   | 70' |
| 20 | Centrocampista | Kevin Sandoval | 75' |

| 14 | Centrocampista | Luis Álvarez     | 53'  |
| 9  | Delantero      | Carlos Olascuaga | 53'  |
| 17 | Delantero      | Joao Villamarín  | 90'  |
| 5  | Defensa        | Erick Canales    | 108' |
| 27 | Centrocampista | Pedro Casique    | 108' |

| Anotado · Penal | 27' | Emanuel Herrera | 1:0 |

| Anotado | 54' | Jesús Mendieta | 1:1 |

| Emanuel Herrera    | Acierto de penal          | 1:0 |                          |                 |
|                    |                           | 1:1 | Acierto de penal         | Joao Villamarín |
| Jorge Cazulo       | Acierto de penal          | 2:1 |                          |                 |
|                    |                           | 2:2 | Acierto de penal         | Jesús Mendieta  |
| Horacio Calcaterra | Fallo de penal (atajado)  | 2:2 |                          |                 |
|                    |                           | 2:3 | Acierto de penal         | Fabio Rojas     |
| Washington Corozo  | Fallo de penal (atajado)  | 2:3 |                          |                 |
|                    |                           | 2:3 | Fallo de penal (atajado) | Hugo Souza      |
| Kevin Sandoval     | Fallo de penal (desviado) | 2:3 |                          |                 |

| Amonestado | 29'  | Washington Corozo |
| Amonestado | 29'  | Johan Madrid      |
| Amonestado | 101' | Nilson Loyola     |
| Amonestado | 105' | Omar Merlo        |

| Amonestado | 29'   | Alexis Cossio   |
| Amonestado | 40'   | Fabio Rojas     |
| Amonestado | 90+2' | Mauricio Montes |
| Amonestado | 103'  | Jesús Mendieta  |

| Árbitro             | Miguel Santiváñez |
| Árbitros asistentes | Coty Carrera      |
| Árbitros asistentes | Michael Orué      |
| Cuarto Árbitro      | Michael Espinoza  |

| 12         | Guardameta     | Renato Solís         |     |
| 2          | Defensa        | Johan Madrid         | 46' |
| 4          | Defensa        | Gianfranco Chávez    |     |
| 5          | Defensa        | Omar Merlo           |     |
| 29         | Defensa        | Nilson Loyola        |     |
| 25         | Centrocampista | Martín Távara        | 70' |
| 7          | Centrocampista | Horacio Calcaterra   |     |
| 17         | Centrocampista | Christofer Gonzales  | 75' |
| 11         | Delantero      | Washington Corozo    |     |
| 14         | Delantero      | Christopher Olivares | 46' |
| 9          | Delantero      | Emanuel Herrera      |     |
| Entrenador | Entrenador     | Roberto Mosquera     |     |

| 12         | Guardameta     | Ángel Zamudio      |      |
| 19         | Defensa        | Roberto Villamarín | 108' |
| 4          | Defensa        | Fabio Rojas        |      |
| 22         | Defensa        | Hugo Souza         |      |
| 15         | Defensa        | Jesús Mendieta     |      |
| 6          | Centrocampista | Jorge Murrugarra   |      |
| 33         | Centrocampista | Gonzalo Papa       | 53'  |
| 2          | Centrocampista | Alexis Cossio      | 90'  |
| 10         | Centrocampista | Robert Ardiles     | 53'  |
| 11         | Centrocampista | Leandro Sosa       | 108' |
| 21         | Delantero      | Mauricio Montes    |      |
| Entrenador | Entrenador     | Gerardo Ameli      |      |

| 13 | Defensa        | Renzo Revoredo | 46' |
| 23 | Centrocampista | Jorge Cazulo   | 46' |
| 28 | Centrocampista | Jhon Marchán   | 70' |
| 20 | Centrocampista | Kevin Sandoval | 75' |

| 14 | Centrocampista | Luis Álvarez     | 53'  |
| 9  | Delantero      | Carlos Olascuaga | 53'  |
| 17 | Delantero      | Joao Villamarín  | 90'  |
| 5  | Defensa        | Erick Canales    | 108' |
| 27 | Centrocampista | Pedro Casique    | 108' |

| Anotado · Penal | 27' | Emanuel Herrera | 1:0 |

| Anotado | 54' | Jesús Mendieta | 1:1 |

| Emanuel Herrera    | Acierto de penal          | 1:0 |                          |                 |
|                    |                           | 1:1 | Acierto de penal         | Joao Villamarín |
| Jorge Cazulo       | Acierto de penal          | 2:1 |                          |                 |
|                    |                           | 2:2 | Acierto de penal         | Jesús Mendieta  |
| Horacio Calcaterra | Fallo de penal (atajado)  | 2:2 |                          |                 |
|                    |                           | 2:3 | Acierto de penal         | Fabio Rojas     |
| Washington Corozo  | Fallo de penal (atajado)  | 2:3 |                          |                 |
|                    |                           | 2:3 | Fallo de penal (atajado) | Hugo Souza      |
| Kevin Sandoval     | Fallo de penal (desviado) | 2:3 |                          |                 |

| Amonestado | 29'  | Washington Corozo |
| Amonestado | 29'  | Johan Madrid      |
| Amonestado | 101' | Nilson Loyola     |
| Amonestado | 105' | Omar Merlo        |

| Amonestado | 29'   | Alexis Cossio   |
| Amonestado | 40'   | Fabio Rojas     |
| Amonestado | 90+2' | Mauricio Montes |
| Amonestado | 103'  | Jesús Mendieta  |

| Árbitro             | Miguel Santiváñez |
| Árbitros asistentes | Coty Carrera      |
| Árbitros asistentes | Michael Orué      |
| Cuarto Árbitro      | Michael Espinoza  |